# Albert Mayer-Reinach
Albert Michael Mayer-Reinach (Mannheim, 1876 - 1954) fou un musicòleg, professor de música i director d'orquestra alemany.
Era fill de Louise Reinach i del negociant de fusta Adolph Mayer, ambdós d'origen jueu.
Va estudiar a Múnic i Berlín, on va doctorar el 1899. Després dirigí diverses orquestres, i el 1904 es presentà a Kiel com a privat-docent de ciències musicals en aquella universitat; el 1908 s'encarregà de la direcció d'un conservatori. Era germà del violinista Maurici Mayer-Reinach. Classificat com a Volljude («jueu a 100%»), el 1935 la Reichsmusikkammer, l'organització nazi dels músics el va excloure, i d'aleshores ençà li era prohibit qualsevol activitat artística. El 1936 se'n va anar cap a viure Suècia amb la seva esposa Martha Rothe, una pianista.
Martha Rothe i els cinc fills del seu primer matrimoni van sol·licitar una indemnització a Hamburg el 1957/1958, que li va ser concedida. Després de la seva mort, Rothe va cedir el seu arxiu a l'Institut Musicològic de la Universitat Christian-Albrechts de Kiel.
Va escriure entre d'altres: Carl Heinrich Graun als Opernkomponist, tesi doctoral, i Zur Geschichte der Kónigsberger Hofkapelle (1904), i va editar l'òpera Montezuma de Carl Heinrich Graun.